# Evi Wiertelotz
Evi Wiertelotz (Lebensdaten unbekannt) ist eine ehemalige deutsche Fußballspielerin.

## Karriere
Wiertelotz gehörte dem FC Bayern München als Mittelfeldspielerin an. Während ihrer Vereinszugehörigkeit erreichte sie mit ihrer Mannschaft 1985 das Finale um die Deutsche Meisterschaft.
In dem am 30. Juni im Duisburger Stadion an der Westender Straße gegen den gastgebenden KBC Duisburg ausgetragenen und mit 0:1 verlorenen Spiel wurde sie in der 80. Minute – gemeinsam mit Christiane Schmidt – eingewechselt.

## Erfolge
- Zweiter der Deutschen Meisterschaft 1985